# Твърдко I
Стефан Твърдко I Котроманич (на босненски: Stjepan Tvrtko I Kotromanić) е бан (1353 – 1377) и крал (1377 – 1391) на Босна от династията Котроманичи.
Роден е около 1338 година като син на Владислав Котроманич и Елена Шубич и наследява своя чичо, бан Стефан II Котроманич. След като първоначално губи територии от своя сюзерен, унгарския крал Лайош I, и за кратко дори е отстранен от трона, той успява да затвърди властта си, завладява остатъците от Сръбското царство и през 1377 година приема титлата крал на Босна и Сърбия. През следващите години подчинява части от Далмация, Славония и Централна Хърватия. Воюва с Османската империя, участва и в битката при Косово поле през 1389 г.
Бан Твърдко I Котроманич се жени за принцеса Доротея Българска – дъщеря на цар Иван Срацимир и Анна Басараб и сестра на Константин II Асен. През 1377 година съпругът ѝ е коронован в Милешево над гроба на Свети Сава за босненски крал и така дъщерята на Срацимир става първата кралица на Босна. Доротея умира около 1390 г. Твръдко I умира на 10 март 1391 година. През управлението му средновековната Босненска държава достига най-големия си разцвет.